# Laphystia canadensis
Laphystia canadensis är en tvåvingeart som beskrevs av Charles Howard Curran 1927. Laphystia canadensis ingår i släktet Laphystia och familjen rovflugor. Inga underarter finns listade i Catalogue of Life.